# К-407 «Новомосковськ»

Схематичне зображення радянського підводного човна проєкту 667БДРМ «Дельфін»

| К-407 «Новомосковськ» | К-407 «Новомосковськ» | К-407 «Новомосковськ» |
| --- | --- | --- |
| К-407 «Новомосковск» | | |
| | | |
| Російський атомний підводний човен К-407 «Новомосковськ» на ВМБ Гаджієво. 11 листопада 2016                                          | | |
| Верф | завод № 402, Сєверодвінськ | завод № 402, Сєверодвінськ |
| Під прапором | СРСР Росія | СРСР Росія |
| Належність | Військово-морський флот СРСР · Військово-морські сили Російської Федерації                                                                   | Військово-морський флот СРСР · Військово-морські сили Російської Федерації                                                                   |
| Порт приписки | Гаджієво | Гаджієво |
| На честь | Новомосковськ | Новомосковськ |
| Закладений | 14 червня 1987 | 14 червня 1987 |
| Спуск на воду | 27 лютого 1990 | 27 лютого 1990 |
| Введений до складу флоту | 27 листопада 1990 | 27 листопада 1990 |
| Перейменований | 19 липня 1997 року присвоєне найменування «Новомосковськ»                                                                                    | 19 липня 1997 року присвоєне найменування «Новомосковськ»                                                                                    |
| На службі | 1990–по т.ч. | 1990–по т.ч. |
| Бойовий досвід | Холодна війна | Холодна війна |
| Проєкт | | |
| Тип ПЧ | атомний підводний човен з балістичними ракетами                                                                                              | атомний підводний човен з балістичними ракетами                                                                                              |
| Розробник проєкту | ЦКБМТ «Рубін» | ЦКБМТ «Рубін» |
| Головний конструктор | Ковальов С. М. | Ковальов С. М. |
| Класифікація НАТО | «Delta IV» | «Delta IV» |
| Основні характеристики | | |
| Швидкість (надводна) | 14 вузлів (27 км/год) | 14 вузлів (27 км/год) |
| Швидкість (підводна) | 24 вузли (47 км/год) | 24 вузли (47 км/год) |
| Робоча глибина занурення | 320—400 м | 320—400 м |
| Гранична глибина занурення | 550 м | 550 м |
| Автономність плавання | 80—90 діб | 80—90 діб |
| Екіпаж | 135 осіб | 135 осіб |
| Розміри | | |
| Довжина найбільша (по КВЛ) | 167 м | 167 м |
| Ширина корпусу найб. | 11,7 м | 11,7 м |
| Середня осадка (по КВЛ) | 8,8 м | 8,8 м |
| Водотоннажність надводна | 11 740 т | 11 740 т |
| Водотоннажність підводна | 18 200 т | 18 200 т |
| Силова установка | | |
| Атомна: 2 × два водо-водяних реактори ВМ-4СГ потужністю 90 МВт, дві парові турбіни потужністю 20 000 к.с., 2 ППУ ОК-700А, 2 ГТЗА-635 | | |
| Гвинти | 2 | 2 |
| Потужність | 2 × 90 000 к. с. | 2 × 90 000 к. с. |
| Озброєння | | |
| Торпедно- мінне озброєння | 4 ТА калібру 533-мм (12 торпед САЕТ-60М та 53-65М) ракетний комплекс Д-9РМ з БРПЧ 16 ракет Р-29РМ, Р-29РМУ2 «Синева» або Р-29РМУ2.1 «Лайнер» | 4 ТА калібру 533-мм (12 торпед САЕТ-60М та 53-65М) ракетний комплекс Д-9РМ з БРПЧ 16 ракет Р-29РМ, Р-29РМУ2 «Синева» або Р-29РМУ2.1 «Лайнер» |
| ППО | ЗУР «Ігла-1» (8 шт.) | ЗУР «Ігла-1» (8 шт.) |

К-407 «Новомоско́вськ» (рос. К-407 «Новомосковск») — радянський/російський атомний підводний човен проєкту 667БДРМ «Дельфін», який перебуває на озброєнні ВМФ СРСР та ВМФ РФ з 1990 року. Закладений 14 червня 1987 року на заводі завод № 402 у Сєверодвінську як К-407 під заводським номером 385. 27 лютого 1990 року спущений на воду. 27 листопада 1990 року включений до складу Північного флоту ВМФ СРСР. К-407 — останній атомний підводний човен, побудований у СРСР.

## Історія
6 серпня 1991 року вперше в історії радянського флоту човен здійснив стрільбу штатним повним боєкомплектом ракетного озброєння. 1991 року завоював приз ГК ВМФ з ракетної підготовки.
20 березня 1993 року зіткнувся в Баренцовому морі із субмариною ВМС США «Грейлінг» при спробі потайного стеження за ним. К-407 відремонтували, «Грейлінг» — списали. Людських жертв не було.
15 липня 1996 року разом із К-447 вперше в історії виконав групову стрільбу балістичною ракетою по береговій цілі.
7 липня 1998 року в акваторії Баренцового моря К-407 «Новомосковськ» здійснив запуск ракетою «Штиль» на низьку навколоземну орбіту німецьких мікросупутників Tubsat-N і Tubsat-N1. Запуск космічних апаратів здійснено з рухомої морської пускової установки та з-під поверхні води. Вперше із Землі на орбіту відправлено комерційний вантаж запуском з підводного човна. На цьому запуску супутників Північний флот заробив понад 110 тисяч доларів.
7 грудня 2000 в акваторії Баренцового моря провів успішний пуск міжконтинентальної балістичної ракети Р-29РМУ. 16 лютого 2001 року в акваторії Баренцового моря в підводному положенні здійснив успішний пуск балістичної ракети.
З січня по липень 2003 року К-407 «Новомосковськ» пройшов ремонт на судноремонтному заводі «Звєздочка» у Сєверодвінську.
17 січня 2004 року в Баренцовому морі був зірваний запуск двох балістичних ракет РСМ-54 «Синева» через помилкові дії особового складу. 17 березня 2004 року в акваторії Баренцового моря з підводного становища К-407 «Новомосковськ» здійснив успішний пуск двох міжконтинентальних балістичних ракет РСМ-54 «Синева».
У листопаді 2008 року прибув до судноремонтного заводу «Звєздочка» до Сєверодвінська для середнього ремонту та модернізації. У серпні 2012 року повернувся до складу флоту.
У жовтні 2016 року «Новомосковськ» успішно виконав пуск балістичної ракети «Синева» з акваторії Баренцова моря по полігону Кура на Камчатці.
За даними на початок 2022 року, підводний човен К-407 «Новомосковськ» залишається в строю у складі 13-ї дивізії 3-ї флотилії підводних човнів Північного флоту.